# Rhorus nigrifrons
Rhorus nigrifrons là một loài tò vò trong họ Ichneumonidae.